# Rocket Man: The Definitive Hits
Rocket Man: The Definitive Hits (przetytułowano na Rocket Man: Number Ones dla wydania północnoamerykańskiego, i Just Like Belgium: The Definitive Hits dla wydania belgijskiego) to kompilacyjny album Eltona Johna zawierający od 16 do 18 piosenek z przestrzeni lat, które zostały "numerami jeden", a także utwory bonusowe. Niektóre wydania zawierają również wersje koncertowe. Na całym świecie ukazało się aż 17 różnych wersji płyty, po wersje CD+DVD. Wszystkie wersje zawierają utwór tytułowy, "Rocket Man (I Think It's Going To Be a Long, Long Time)". Album wydany został w okolicach 25 marca 2007, z okazji 60. urodzin artysty. W Wielkiej Brytanii, zadebiutował na drugiej pozycji, stając się tym samym najlepszym "nowym wejściem" tygodnia.
W zestawieniu Billboard 200 płyta pojawiła się 14 kwietnia, 2007 na pozycji 9, z wynikiem 49,000 sprzedanych egzemplarzy. Na liście spędziła 29 tygodni.
Do 25 października 2007, w samych Stanach Zjednoczonych sprzedano łącznie 290,629 kopii.

## Spis utworów
Wersja międzynarodowa
Ta wersja albumu ukazała się w Wielkiej Brytanii, na Węgrzech, we Włoszech, w Polsce, w Portugalii i w Hiszpanii.
1. "Bennie and the Jets" - 5:22
2. "Philadelphia Freedom - 4:59
3. "Daniel" - 3:53
4. "Rocket Man (I Think It's Going To Be a Long, Long Time)" - 4:41
5. "I Guess That's Why They Call it the Blues" - 4:41
6. "Tiny Dancer" - 6:15
7. "Don't Let the Sun Go Down on Me" - 5:36
8. "I Want Love" - 4:35
9. "Candle in the Wind - 3:48
10. "Crocodile Rock" - 3:54
11. "I'm Still Standing" - 3:01
12. "Saturday Night's Alright (For Fighting)" - 4:53
13. "Your Song" - 4:00
14. "Sorry Seems to Be the Hardest Word" - 3:47
15. "Sacrifice" - 5:04
16. "Goodbye Yellow Brick Road" - 3:13
17. "Tinderbox" - 4:24
18. "Are You Ready for Love" - 3:31 (utwór dodatkowy)

Wersja kanadyjska i USA
1. "Goodbye Yellow Brick Road" - 3:16
2. "Bennie and the Jets" - 5:24
3. "Daniel" (Extended Remix) - 5:56
4. "Crocodile Rock - 3:57
5. "Lucy in the Sky with Diamonds - 5:57
6. "Philadelphia Freedom - 5:21
7. "Island Girl" - 3:43
8. "Don't Go Breaking My Heart" (z Kiki Dee) - 4:35
9. "Sorry Seems to Be the Hardest Word" (z Blue) - 3:42
10. "Sacrifice" - 5:06
11. "Don't Let the Sun Go Down on Me" (z George’em Michaelem) - 5:49
12. "Can You Feel the Love Tonight" - 4:01
13. "Your Song" - 4:04
14. "Tiny Dancer" - 6:59
15. "Rocket Man (I Think It's Going to Be a Long, Long Time)" - 4:43
16. "Candle in the Wind" - 3:51
17. "Saturday Night's Alright (For Fighting)" - 4:55

Wersja australijska i nowozelandzka
1. "Bennie and the Jets"
2. "Philadelphia Freedom"
3. "Daniel"
4. "Rocket Man (I Think It's Going to Be a Long, Long Time)"
5. "I Guess That's Why They Call It the Blues"
6. "Tiny Dancer"
7. "Don't Let the Sun Go Down on Me"
8. "Don't Go Breaking My Heart"
9. "Candle in the Wind"
10. "Crocodile Rock"
11. "I'm Still Standing"
12. "Saturday Night's Alright (For Fighting)"
13. "Your Song"
14. "Sorry Seems to Be the Hardest Word"
15. "Sacrifice"
16. "Goodbye Yellow Brick Road"
17. "Tinderbox"
18. "Blue Eyes"

Wersja austriacka
1. "Your Song"
2. "Rocket Man (I Think It's Going to Be a Long, Long Time)"
3. "Crocodile Rock"
4. "Daniel"
5. "Goodbye Yellow Brick Road"
6. "Candle in the Wind"
7. "Don't Let the Sun Go Down on Me"
8. "Don't Go Breaking My Heart"
9. "Sorry Seems to Be the Hardest Word"
10. "Circle of Life"
11. "Blue Eyes"
12. "I'm Still Standing"
13. "I Guess That's Why They Call It the Blues"
14. "Sad Songs (Say So Much)"
15. "Nikita"
16. "I Don't Wanna Go On with You Like That"
17. "Can You Feel the Love Tonight?"
18. "Tinderbox"

Wersja belgijska
- 1. "Just Like Belgium"
- 2. "Candle in the Wind"
- 3. "Blue Eyes"
- 4. "I Guess That's Why They Call It the Blues"
- 5. "I'm Still Standing"
- 6. "Crocodile Rock"
- 7. "Don't Go Breaking My Heart"
- 8. "Your Song"
- 9. "Nikita"
- 10. "Sacrifice"
- 11. "Daniel"
- 12. "Sorry Seems to Be the Hardest Word"
- 13. "Don't Let the Sun Go Down on Me"
- 14. "Rocket Man (I Think It's Going to Be a Long, Long Time)"
- 15. "Song for Guy"
- 16. "Circle of Life"
- 17. "Can You Feel the Love Tonight?"
- 18. "Tinderbox"

Wersja brazylijska
- 1. "Bennie and the Jets"
- 2. "Philadelphia Freedom"
- 3. "Daniel"
- 4. "Rocket Man (I Think It's Going to Be a Long, Long Time)"
- 5. "I Guess That's Why They Call It the Blues"
- 6. "Tiny Dancer"
- 7. "Don't Let the Sun Go Down on Me"
- 8. "I Want Love"
- 9. "Candle in the Wind"
- 10. "Crocodile Rock"
- 11. "Your Song"
- 12. "Sorry Seems to Be the Hardest Word"
- 13. "Sacrifice"
- 14. "Goodbye Yellow Brick Road"
- 15. "Tinderbox"
- 16. "Skyline Pigeon"
- 17. "Don't Go Breaking My Heart"
- 18. "Sad Songs (Say So Much)"

Wersja duńska
- 1. "I´m Still Standing" - 3:01
- 2. "Goodbye Yellow Brick Road" - 3:14
- 3. "Sad Songs (Say So Much)" - 4:08
- 4. "Rocket Man (I Think It's Going To Be a Long, Long Time)" - 4:42
- 5. "Don't Go Breaking My Heart" - 4:33
- 6. "Can You Feel The Love Tonight?" - 3:59
- 7. "Candle In The Wind" - 3:50
- 8. "Nikita" - 5:43
- 9. "Sorry Seems To Be The Hardest Word" - 3:49
- 10. "Don't Let The Sun Go Down on Me" - 5:37
- 11. "Blue Eyes" - 3:26
- 12. "Your Song" - 4:02
- 13. "Sacrifice" - 5:04
- 14. "Daniel" - 3:54
- 15. "Something About The Way You Look Tonight" - 3:59
- 16. "Crocodile Rock" - 3:55
- 17. "Tinderbox" - 4:22
- 18. "I Guess That's Why They Call It The Blues" - 4:41

Wersja holenderska
- 1. "Your Song"
- 2. "Border Song"
- 3. "Rocket Man (I Think It's Going To Be a Long, Long Time)"
- 4. "Daniel"
- 5. "Goodbye Yellow Brick Road"
- 6. "Candle In The Wind"
- 7. "Don't Let The Sun Go Down on Me"
- 8. "Sorry Seems To Be The Hardest Word"
- 9. "Song For Guy"
- 10. "I Guess That's Why They Call It The Blues"
- 11. "Blue Eyes"
- 12. "Sad Songs (Say So Much)"
- 13. "Nikita"
- 14. "Cry To Heaven"
- 15. "Sacrifice"
- 16. "Circle Of Life"
- 17. "Can You Feel The Love Tonight?"
- 18. "Tinderbox"

Wersja fińska
- 1. "Bennie and the Jets" - 5:22
- 2. "Philadelphia Freedom - 4:59
- 3. "Daniel" - 3:53
- 4. "Rocket Man (I Think It's Going To Be a Long, Long Time)" - 4:41
- 5. "I Guess That's Why They Call it the Blues" - 4:41
- 6. "Tiny Dancer" - 6:15
- 7. "Don't Let the Sun Go Down on Me" (z George’em Michaelem) - 5:36
- 8. "I Want Love" - 4:35
- 9. "Candle in the Wind - 3:48
- 10. "The Bitch Is Back" -
- 11. "I'm Still Standing" - 3:01
- 12. "Saturday Night's Alright (For Fighting)" - 4:53
- 13. "Your Song" - 4:00
- 14. "Sorry Seems to Be the Hardest Word" - 3:47
- 15. "Can You Feel The Love Tonight?" - 3:59
- 16. "Goodbye Yellow Brick Road" - 3:13
- 17. "Tinderbox" - 4:24

Wersja francuska
- 1. "Don't Go Breaking My Heart" (z Kiki Dee) - 4:35
- 2. "Nikita" - 5:43
- 3. "Sorry Seems To Be The Hardest Word" - 3:49
- 4. "Sacrifice" - 5:04
- 5. "Can You Feel The Love Tonight?" - 3:59
- 6. "Crocodile Rock" - 3:55
- 7. "Your Song" - 4:02
- 8. "Don't Let The Sun Go Down on Me" - 5:37
- 9. "Candle In The Wind" - 3:50
- 10. "Bennie and the Jets" - 5:24
- 11. "I´m Still Standing" - 3:01
- 12. "Rocket Man (I Think It's Going To Be a Long, Long Time)" - 4:42
- 13. "Daniel" - 3:54
- 14. "Tiny Dancer" - 6:17
- 15. "Goodbye Yellow Brick Road" - 3:14
- 16. "Tinderbox" - 4:22

Wersja niemiecka i szwajcarska
- 1. "Crocodile Rock"
- 2. "Daniel"
- 3. "Rocket Man (I Think It's Going To Be A Long, Long Time)"
- 4. "I Guess That's Why They Call It The Blues"
- 5. "Blue Eyes"
- 6. "Don't Let The Sun Go Down On Me"
- 7. "Sacrifice"
- 8. "Candle In The Wind"
- 9. "Sad Songs (Say So Much)"
- 10. "I'm Still Standing"
- 11. "Saturday Night's Alright For Fighting"
- 12. "Your Song"
- 13. "Sorry Seems To Be The Hardest Word"
- 14. "Can You Feel The Love Tonight?"
- 15. "Nikita"
- 16. "Don't Go Breaking My Heart" (z Kiki Dee)
- 17. "Goodbye Yellow Brick Road"
- 18. "Tinderbox"

Wersja norweska
- 1. "Your Song" - 4:02
- 2. "Goodbye Yellow Brick Road" - 3:14
- 3. "Sorry Seems To Be The Hardest Word" - 3:49
- 4. "Can You Feel The Love Tonight?" - 3:59
- 5. "Candle In The Wind" - 3:50
- 6. "Don't Let The Sun Go Down on Me" - 5:37
- 7. "Daniel" - 3:54
- 8. "Something About The Way You Look Tonight" - 3:59
- 9. "I'm Still Standing" - 3:01
- 10. "Sacrifice" - 5:04
- 11. "Nikita" - 5:43
- 12. "Rocket Man (I Think It's Going To Be a Long, Long Time)" - 4:42
- 13. "Don't Go Breaking My Heart" - 4:33
- 14. "I Guess That's Why They Call It The Blues" - 4:41
- 15. "Circle Of Life" - 4:50
- 16. "Crocodile Rock" - 3:55
- 17. "Blue Eyes" - 3:26
- 18. "Tinderbox" - 4:22

Wersja południowoafrykańska
- 1. "Saturday Night's Alright For Fighting"
- 2. "Bennie And The Jets"
- 3. "Sacrifice"
- 4. "Candle In The Wind"
- 5. "Nikita"
- 6. "I Want Love"
- 7. "Can You Feel The Love Tonight?"
- 8. "Daniel"
- 9. "Little Jeannie"
- 10. "I Guess That's Why They Call It The Blues"
- 11. "Rocket Man (I Think It's Going To Be a Long, Long Time)"
- 12. "Don't Let The Sun Go Down on Me"
- 13. "Goodbye Yellow Brick Road"
- 14. "I'm Still Standing"
- 15. "Sorry Seems To Be The Hardest Word"
- 16. "Blue Eyes"
- 17. "Your Song"
- 18. "Tinderbox"

Wersja hiszpańska
- 1. "Bennie And The Jets"
- 2. "Philadelphia Freedom"
- 3. "Daniel"
- 4. "Rocket Man (I Think It's Going To Be a Long, Long Time)"
- 5. "I Guess That's Why They Call It The Blues"
- 6. "Tiny Dancer"
- 7. "Don't Let The Sun Go Down On Me"
- 8. "I Want Love"
- 9. "Candle In The Wind"
- 10. "Crocodile Rock"
- 11. "I'm Still Standing"
- 12. "Saturday Night's Alright For Fighting"
- 13. "Your Song"
- 14. "Sorry Seems To Be The Hardest Word"
- 15. "Sacrifice"
- 16. "Goodbye Yellow Brick Road"
- 17. "Tinderbox"

DVD
Red Piano Show (Live)
- 1. "Bennie and the Jets"
- 2. "Rocket Man (I Think It's Going To Be a Long, Long Time)"
- 3. "Candle in the Wind"
- 4. "Saturday Night's Alright (for Fighting)"
- 5. "Your Song"

Bonus Videos
- 1. "Your Song"
- 2. "I Guess That's Why They Call it the Blues"
- 3. "I'm Still Standing"
- 4. "I Want Love"
- 5. "Tinderbox"